# Mus goundae
Mus goundae is een knaagdier uit het geslacht Mus dat alleen gevonden is bij de rivier Gounda in de Centraal-Afrikaanse Republiek. Deze soort werd oorspronkelijk tot de M. sorella-groep gerekend; het is onzeker hoe nauw die verwantschap is. Het karyotype bedraagt 2n=16-19, FN=30.